# Karl Schlüter (Architekt)
Karl Schlüter (* 12. November 1907 in Essen-Heisingen; † 29. Oktober 1993 in Aachen; vollständiger Name: Karl Eduard Philipp Schlüter) war ein deutscher Architekt und Baubeamter.

## Leben und Werk

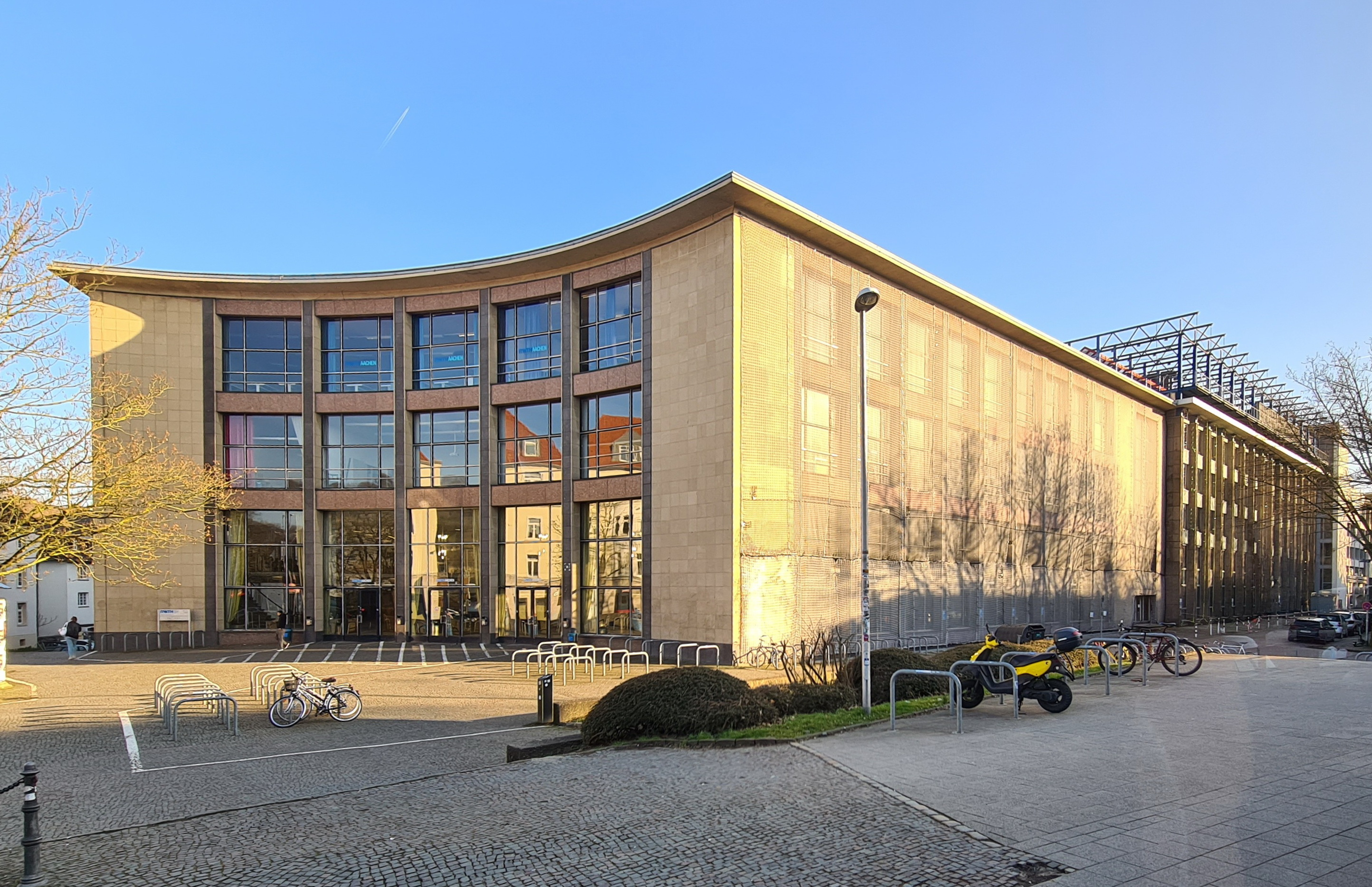
Das Audimax der RWTH Aachen

Nach einem Architekturstudium an der Technischen Hochschule München und an der Technischen Hochschule Aachen (RWTH) sowie dem anschließenden Referendariat war Schlüter ab 1938 als Regierungsbauassessor und später im Rang eines Regierungsbaurats am Staatshochbauamt Aachen tätig. Bereits vor dem Zweiten Weltkrieg stellte er erste Vorentwürfe für Bauten der Technischen Hochschule Aachen auf. Nach dem Krieg übertrug die Hochschule den gesamten Wiederaufbau Schlüter als selbstständigem Architekten, bevor die Staatliche Bauleitung der Technischen Hochschule Aachen 1953 mit ihm als Leiter wieder in das Staatshochbauamt integriert wurde.
Unter seiner Leitung entstanden in den folgenden Jahren zahllose Bauten, die bis heute das Bild der RWTH Aachen im Innenstadtgebiet prägen. Als gute Beispiele für die Architektur ihrer Zeit gelten die inzwischen unter Denkmalschutz gestellten Objekte Großes Hörsaalgebäude / Audimax (1954), Institut für Werkstoffkunde (1957–1960) und Institut für Elektrische Nachrichtentechnik und Hochfrequenztechnik (1954–1956).

## Ehrungen
1964: Ehrenbürgerwürde der RWTH Aachen

## Schriften
- Der Neubau des Hörsaalgebäudes. In: Minister für Wiederaufbau NRW (Hrsg.): TH Aachen, Großer Hörsaal. (= Monographien des Bauwesens, 13). Stuttgart 1957, S. 15–34.